# Bălșoara
Bălșoara – wieś w Rumunii, w okręgu Vâlcea, w gminie Mădulari. W 2011 roku liczyła 268 mieszkańców.